# Uherský Ostroh
Uherský Ostroh è una città ceca del distretto di Uherské Hradiště, nella regione di Zlín.